# Eugen Ostermayer
Eugen Ostermayer (* 24. Mai 1849 in Biberach; † 7. März 1903 in Erfurt) war ein deutscher Apotheker und Chemiker.

## Leben
Ostermayer absolvierte seine Apotheker-Lehre in Biberach. Die weitere Ausbildung durchlief er in Rottenburg, Hof und Köln. Nachdem er in Tübingen 3 Semester Pharmazie studiert hatte, legte er dort 1870 das pharmazeutische Staatsexamen ab.
Anschließend studierte er in Würzburg und Tübingen zwei weitere Semester Chemie. Daraufhin promovierte er mit dem Thema: „Über einen neuen Kohlenwasserstoff im Steinkohlenteeröl“ bei Eittig.
Ostermayer und Eittig untersuchten zusammen das Phenanthren. Es folgten weitere Veröffentlichungen der Derivate von Pyridin, Chinolin, Naphthol und Coffein.
An der TH Stuttgart war er bei Hermann Fehling als Assistent tätig. Danach wechselte er zur Industrie. Er arbeitete bei den Unternehmen Dr. Schuchardt in Görlitz, in der BASF und in der Sodafabrik der Saline Schweizerhalle bei Basel als Betriebschemiker.
1876 kaufte Ostermayer die Löwenapotheke in Lörrach, verkaufte sie allerdings nach 7 Jahren wieder. Anschließend arbeitete er als Abteilungsleiter im Lebensmitteluntersuchungsamt in Wiesbaden. 
1885 wurde er Mitinhaber des Unternehmens H. Trommsdorff in Erfurt. Er entwickelte das geruchlose Antiseptikum Sozojodol und vertrieb es über diese Firma. Vier Jahre später schied er 1889 wieder aus. 
In einem Handelslaboratorium, das er in Erfurt errichtete, verletzte er sich so schwer, dass er an den Folgen der Brandverletzungen 1903 starb.

## Werke
- Zur Kenntnis der Jodphenolsulfonsäure und deren Homologen  In: J. prakt. Chem. 37 (1888), S. 213–216
- Zur Kenntnis des Sozojodols In: Pharmazeutische Zeitung 40 (1895), S. 459